# Frankie Muniz
Frankie Muniz, właśc. Francisco James Muñiz IV (ur. 5 grudnia 1985 w Wood–Ridge w stanie New Jersey) – amerykański aktor. Najbardziej znany z tytułowej roli w rodzinnym sitcomie telewizji Fox Zwariowany świat Malcolma (2000–2006), za którą był nominowany do Nagrody Emmy i zdobył dwie nominacje do Złotego Globu. W szczytowym okresie kariery uważany był za jednego z najpopularniejszych aktorów dziecięcych, w 2003 określony mianem „jednego z najbogatszych nastolatków Hollywood”. W 2008 Muniz porzucił aktorstwo na rzecz wyścigów bolidami – startował w Atlantic Championship. Był także perkusistą w zespole You Hang Up (2009) i Kingsfoil (w latach 2012–2014).

## Wczesne lata
Urodził się w Wood–Ridge w stanie New Jersey jako syn Denice, pielęgniarki, i Francisca Jamesa „Franka” Múñiza III, restauratora. Jego matka była pochodzenia irlandzko-włoskiego, a ojciec pochodził z Portoryko i miał korzenie hiszpańskie, dokładnie asturijskie. Wychowywał się ze starszą siostrą Cristiną. Kiedy miał cztery lata, wraz z rodziną przeprowadził się do Knightdale w Karolinie Północnej, gdzie dorastał.
W wieku ośmiu lat w Raleigh zadebiutował w lokalnym przedstawieniu Charlesa Dickensa Opowieść wigilijna z udziałem Tiny Tim. Wkrótce potem jego rodzice rozwiedli się, a on wraz z matką przeprowadził się do Burbank w Kalifornii. Od szóstej klasy uczył się z nią w domu.

## Kariera

### Aktor
Wziął udział w kilku reklamach. Mając 12 lat zagrał postać Oscara w telewizyjnym dramacie CBS Do tańca z Oliwią (To Dance with Olivia, 1997) u boku Louisa Gossetta Jr., a także wystąpił w emitowanym od prawie 70 lat do dziś programie CBS Hallmark Hall of Fame (Galeria Sław Hallmarka) w odcinku „What the Deaf Man Heard” („Co usłyszał głuchy”; sezon 49., odc. 1). Został dostrzeżony w niewielkiej roli chłopaka w filmie telewizyjnym w komedii romantycznej Zagubione znalezione (Lost & Found, 1999) z Davidem Spade.
9 stycznia 2000 miał premierę sitcom Linwooda Boomera Zwariowany świat Malcolma, gdzie Muniz zagrał główną rolę. Produkcja okazała się sukcesem – pilotażowy odcinek obejrzało 23 a kolejny 26 milionów osób. Chwalono grę Frankiego. W 2001 był za nią nominowany do nagrody Emmy i otrzymał nagrodę dla młodej gwiazdy, przyznaną przez magazyn „The Hollywood Reporter”.
Podczas telewizyjnej kariery pojawił się w serialach Lizzie McGuire (2002) czy Sabrina, nastoletnia czarownica (1999). Pierwszą główną rolę filmową zagrał w dramacie Mój przyjaciel, Skip (2000), który ukazał się w tym czasie co pilot Zwariowanego Świata Malcolma. Tego roku użyczył też głosu postaci Domino w grze 102 dalmatyńczyki: Szczenięta na ratunek oraz wziął udział w tworzeniu ścieżki do gry Stargate Worlds produkowanej na licencji Gwiezdnych Wojen.
W 2001 zagrał chłopca–niedźwiedzia (Boy Bear Cub) w dubbingu do Dr Dolittle 2. Dużą rolą okazała się główna postać Jasona w filmie Duży, gruby kłamczuch (2002), w którym razem z Kaylee (Amanda Bynes) z próbuje zemścić się na nieuczciwym producencie filmowym (w tej roli Paul Giamatti). Był również członkiem obsady w Gangu braci. W 2003 zagrał nieletniego chłopaka piosenkarki Cher w filmie Skazani na siebie. W tym roku był jednym z celebrytów nabranym w programie MTV typu ukryta kamera prowadzonym przez Ashtona Kutchera, Punk'd.
Następnie Muniz zagrał tytułową rolę w produkcji Agent Cody Banks oraz jej kontynuacji Cel Londyn. Pierwszy film od premiery w marcu 2003 zarobił 47 mln dol. Drugi, wypuszczony rok później, 28 mln. Na potrzeby tych filmów trenował sztuki walki i, co ciekawe, wykonał w nich większość scen kaskaderskich swojego bohatera. Skomentował, że od teraz powinien przyjmować dorosłe role pozwalające mu zostać szanowanym aktorem.
Podłożył głos zebrze marzącej o karierze na wyścigach konnych do filmu z 2005 Zebra z klasą. Zagrał także samego siebie w odcinku Mr. F sitcomu telewizji Fox pt. Bogaci bankruci. W kwietniu 2006 rozpoczął produkcję niezależnego filmu Mój szesnasty rok (My Sexiest Year), gdzie zagrał głównego bohatera, Jacka, a w rolę jego ojca wcielił się Harvey Keitel. Tego samego miesiąca ogłosił, że zrobi sobie przerwę od aktorstwa skupiając się na wyścigach samochodowych. Podpisał pełnoetatowy dwuletni kontrakt z Jensen Motorsport na udział w Formule BMW.

14 maja 2006 wyemitowano ostatni odcinek Zwariowanego świata Malcolma. Dziesięć dni później, 24 maja, Frankie pojawił się w horrorze Stay Alive. Tego roku stwierdził, że nie będzie już grał tych typów postaci co dotychczas i dodał 
 „Nie bałem się dorosłości aż do zeszłego roku. Zacząłem myśleć o dorastaniu, byciu dojrzałym i to mnie przestraszyło. Mam nadzieję, że w mojej karierze dobrze się poukłada. A jeśli nie – widocznie nigdy nie miało być dobrze”
Mimo planów odpoczynku od występów, w maju 2006 wziął udział w zdjęciach do komedii dla dorosłych Następny krok (Extreme Movie) o grupie amerykańskich nastolatków, zdobywających swoje pierwsze miłosno-seksualne doświadczenia. Pierwotnie film miał trafić do kin dystrybucją Dimension Films w 2007, ostatecznie jednak został wydany jedynie na DVD w lutym 2009.
Pod koniec 2007 wystąpił w jednym z odcinków dramatu kryminalnego telewizji CBS Zabójcze umysły. W grudniu zagrał Buddy’ego Holly w komedii muzycznej Idź twardo: Historia Deweya Coxa (Walk Hard: The Dewey Cox Story, 2007). W 2008 rozpoczął pracę nad filmem z Missy Eliott i Brianną Perry, który mimo zapowiedzi nigdy się nie ukazał.
W 2011 Muniz wcielił się w rolę superbohatera w rodzinnym filmie akcji Pizza Man. Produkcja nie została zbyt popularną i zgromadziła raczej negatywne oceny.
W 2012 wystąpił jako on sam w drugim sezonie komedii Nie zadzieraj z zołzą spod 23. Pojawił się na wyścigu jako startujący w drag race w Tajemnicach Laury (The Mysteries of Laura, 2015) z Janiną Gavankar.
6 września 2017 ogłoszono, że wystąpi w parze z zawodową tancerką Witney Carson w 25. sezonie amerykańskiej edycji Tańca z gwiazdami. Duet zajął w finale trzecie miejsce. Następnie 1 sierpnia 2018 został współprowadzącym Dancing with the Stars Juniors na kanale ABC. Drugim gospodarzem mianowano zwycięzcę 25.sezonu, Jordana Fishera.

### Scenarzysta i producent
W 2004 r. napisał scenariusz teleturnieju Granted. W 2006 r. był kierownikiem produkcji filmu Choose Your Own Adventure: The Abominable Snowman (dosł. Wybierz własną przygodę: Obrzydliwy Bałwan). Rok później został współproducentem Choose Connor (dosł. Wybierzcie Konnora).

### Kierowca wyścigowy
Muniz od dawna interesuje się wyścigami samochodowymi. 18 lutego 2001 r. gdy jechał na Daytonę 500 by zrealizować dla MTV dokument True Life (dosł. Prawdziwe życie) minął się z Dalem Earnhardtem tuż przed tym jak ten wsiadł do swojej wyścigówki. Widział wypadek przy ostatnim okrążeniu tego wyścigu, w którym Earnhardt zginął.
Z tematem miał telewizyjną styczność ponownie w 2004 r., kiedy wystartował w Toyota Pro/Celebrity Race w Long Beach – pojedynku charytatywnym, w którym zawodowi sportowcy rywalizują z gwiazdami. Zajął 7.miejsce. Kolejnego roku przebył trasę jako trzeci, po tym jak Ingo Rademacher i Aaron Peirsol odpadli na ostatnim zakręcie.
Gdy zastanawiał się nad kupnem udziałów w klubie sportowym Jensen Motorsport zaproponowano mu przejażdżkę bolidem. Po niej zdecydował się dołączyć do zespołu ale jako kierowca, podpisując dwuletnią umowę. W sezonie 2006 Formuły BMW USA wystartował 14 razy lecz zdobył za mało punktów. Wybrano go do grona 36–ciu kierowców startujących w międzynarodowym finale Formuły BMW w Walencji. Zajął 29.miejsce. W kwietniu ponownie jechał w Toyota Pro/Celebrity. Zaczął jako dziewiętnasty, skończył na jedenastej pozycji.
W 2007 r. Frankie przeniósł się do bardziej wymagającej Champ Car Atlantic Series i wziął udział w 12 wyścigach w sezonie. Jego najlepszym zajętym miejscem było dziewiąte. Łącznie zdobył 41 punktów (22.miejsce), wykonał 351 okrążenia i wygrał 17 000 dolarów. W styczniu 2007 ukończył  Sebring Winter National race jako drugi. Rok po tym podpisał umowę ze zwycięzcą Atlantic Championship – Pacific Coast Motorsports, którego celem było zakończyć sezon w pierwszej dziesiątce. Ostatecznie zajął jedenaste miejsce. Pod koniec sezonu 2008 Muniz zdobył Jovy Marcelo Award – nagrodę ustanowioną z inicjatywy kierowców dla upamiętnienia zwycięzcy Atlantic Championship w 1991 r. Jovy zginął podczas przygotowań do wyścigu Indianapolis 500 1992. W 2009 r. Frankie dołączył do Team Stargate Worlds i w każdym z rozegranych wyścigów znalazł się w pierwszej dziesiątce. Jego najlepszym wynikiem było 4.miejsce na Miller Motorsports Park. Sezon zakończył jednak przed ostatnimi dwoma wyścigami z powodu operacji nadgarstka.
W 2011 Muniz powrócił do Toyota Pro/Celebrity Race i po starcie z 15. zajął 4.miejsce.

### Muzyk
W latach 2010–2012 był perkusistą w bezpłytowym zespole You Hang Up (Zawiesiłeś się). Następnie został członkiem bandu Kingsfoil z Yorku w Pensylwanii i wyraził swoje uznanie dla członków SJC Drums i Imperial Cymbals. W 2014 opuścił grupę z powodu innych zobowiązań.
W 2017 r. Muniz ogłosił na Facebooku, że został menedżerem yorskiego zespołu Astro Lasso, w którym grają Jordan Davis i Tristan Martin wcześniej związani z Kingsfoil. Frankie podróżuje z zespołem jako kierowca a na koncertach zajmuje się systemami obrazu i światła. Wiosną 2017 r. zagrali przed We The Kings, Cute Is What We Aim For i Plaid Brixx otwierając trasę koncertową z okazji 10–lecia debiutu płytowego tych pierwszych.

### Biznesmen
W 2018 Muniz wraz z partnerką, Paige Price, kupili Outrageous Olive Oils & Vinegars – specjalistyczny sklepik z oliwami na starym mieście w Scottsdale. Frankie stwierdził, że pracują z Paige po równo – ona kontroluje inwentarz i zajmuje się PR–em a on logistyką. W wywiadzie dla magazynu The Cut opisał swoje zadania: 
Wstaję o 6:00 i idę do restauracji „Depot” po potrzebne składniki. Oboje jesteśmy w sklepie przed otwarciem by rozlewać produkty i upewnić się, że półki są pełne. Nie jest tak, że sprzedajemy gotowce. Sami rozlewamy oliwy. Sami naklejamy etykiety. Zakręcamy butelki. Wszystko robimy w tym magazynie. Dużo z tym pracy ale dużą satysfakcję dają nam później zadowoleni klienci. 

## Życie prywatne
Frankie jest zdeklarowanym kibicem drużyny futbolowej Arizona Cardinals i koszykarskiej Los Angeles Clippers.
Od lat zmaga się z przemijającymi atakami niedokrwiennymi.  W sumie doznał ich dziewięciu, pierwszego w wieku 7 lat. 30 listopada 2012 r., tuż przed 27.urodzinami, trafił do szpitala po jednym z nich (wyw.). Kolejny miał miejsce rok później, 25 listopada 2012. Podczas wywiadu w 2017 r. stwierdził, że  nie ma już problemów ze zdrowiem. Jednak na fali popularności Tańca z gwiazdami z jego udziałem okazało się, że tak naprawdę doznał znacznej utraty pamięci i nie pamięta pracy przy swoich ważnych rolach.
18 listopada 2018 po długoletnim związku zaręczył się z Paige Price. Wzięli ślub 22 lutego 2020.

## Filmografia
Filmy fabularne
| Rok  | Tytuł                                                                   | Rola                          | Reżyser                           |
| ---- | ----------------------------------------------------------------------- | ----------------------------- | --------------------------------- |
| 1997 | Do tańca z Oliwią (To Dance with Olivia, TV)                            | Oscar                         | Bruce Pittman                     |
| 1997 | Co usłyszał głuchy (What the Deaf Man Heard, TV)                        | młody Sammy                   | John Kent Harrison                |
| 1999 | Zagubione znalezione (Lost & Found)                                     | chłopak z filmu telewizyjnego | Jeff Pollack                      |
| 1999 | Little Man (film krótkometrażowy)                                       | Ross                          | Howard Libov                      |
| 2000 | Mój przyjaciel, Skip (My Dog Skip)                                      | Willie Morris                 | Jay Russell                       |
| 2000 | To musisz być ty (It Had to Be You)                                     | Franklin                      | Steven Feder                      |
| 2000 | Cud na drugim torze (Miracle in Lane 2)                                 | Justin Yoder                  | Greg Beeman                       |
| 2001 | Dr Dolittle 2 (Dr. Dolittle 2)                                          | niedźwiadek (głos)            | Steve Carr                        |
| 2002 | Gang braci (Deuces Wild)                                                | Scooch                        | Scott Kalvert                     |
| 2002 | Duży, gruby kłamczuch (Big Fat Liar)                                    | Jason Shepherd                | Shawn Levy                        |
| 2003 | Agent Cody Banks                                                        | Cody Banks                    |                                   |
| 2003 | Skazani na siebie (Stuck on You)                                        | przyjaciel Cher               | Bobby Farrelly, Peter Farrelly    |
| 2004 | Agent Cody Banks 2: Cel Londyn (Agent Cody Banks 2: Destination London) | Cody Banks                    |                                   |
| 2005 | Zebra z klasą (Racing Stripes)                                          | Stripes (Zebra) (głos)        | Frederik Du Chau                  |
| 2006 | Stay Alive                                                              | Swink Sylvania                | William Brent Bell                |
| 2006 | Danny Roane: First Time Director                                        | w roli samego siebie          | Andy Dick                         |
| 2006 | Choose Your Own Adventure: The Abominable Snowman (wideo)               | Benjamin North (głos)         | Bob Doucette                      |
| 2007 | Idź twardo: Historia Deweya Coxa (Walk Hard: The Dewey Cox Story)       | Buddy Holly                   | Jake Kasdan                       |
| 2007 | My Sexiest Year                                                         | Jake Stein                    | Howard Himelstein                 |
| 2008 | Następny krok (Extreme Movie)                                           | Chuck                         | Adam Jay Epstein, Andrew Jacobson |
| 2009 | Przygody Łatka (Scruff’s Adventures Movie, wideo)                       | Łatek (głos)                  | Antoni D'Ocon                     |
| 2010 | The Legend of Secret Pass                                               | Manu (głos)                   | Steve Trenbirth                   |
| 2011 | Pizza Man                                                               | Matt Burns / Pizza Man        | Joe Eckardt                       |
| 2013 | Blast Vegas                                                             | Nelson                        | Jack Perez                        |
| 2015 | Rekinado 3 (Sharknado 3: Oh Hell No!, TV)                               | Lucas Stevens                 | Anthony C. Ferrante               |
| 2016 | Hot Bath an’ a Stiff Drink 2                                            | zastępca Allister Jenkins     | Matthew Gratzner                  |
| 2016 | Another Day in Paradise                                                 | Mike                          | Jeffery Patterson                 |
| 2018 | W wici szaleństwa (The Black String)                                    | Jonathan                      | Brian Hanson                      |

Seriale TV
| Rok       | Tytuł                                                                 | Rola                             | Uwagi                                      |
| --------- | --------------------------------------------------------------------- | -------------------------------- | ------------------------------------------ |
| 1998      | Spin City                                                             | Derek Evans                      | odc.: „The Kidney’s All Right”             |
| 1999      | Sabrina, nastoletnia czarownica (Sabrina the Teenage Witch)           | Angelo                           | odc.: „Sabrina the Matchmaker”             |
| 2000      | Nickelodeon Kids’ Choice Awards 2000                                  | w roli samego siebie / gospodarz |                                            |
| 2000–2006 | Zwariowany świat Malcolma (Malcolm in the Middle)                     | Malcolm                          |                                            |
| 2001      | The Andy Dick Show                                                    | młody Andy Dick                  | odc.: „Kid Krist”                          |
| 2001      | Simpsonowie (The Simpsons)                                            | Thelonious (głos)                | odc.: „Trilogy of Error”                   |
| 2001–2003 | Wróżkowie chrzestni (The Fairly OddParents)                           | Chester McBadbat (głos)          | 24 odcinki                                 |
| 2002      | Tajemnicze opowieści Moville’a (Moville Mysteries)                    | Mosley „Mo” Moville (głos)       |                                            |
| 2002      | Lizzie McGuire (Lizzie McGuire )                                      | w roli samego siebie             | odc.: „Lizzie in the Middle”               |
| 2002      | Tragikomiczne wypadki z życia Titusa (Titus)                          | Nick Galenti                     | odc.: „Too Damn Good”                      |
| 2003      | Clifford (Clifford the Big Red Dog)                                   | w roli samego siebie (głos)      | odc.: „Little Big Pup/Getting to Know You” |
| 2005      | Bogaci bankruci (Arrested Development)                                | w roli samego siebie             | odc.: „Mr. F”                              |
| 2007      | Zabójcze umysły (Criminal Minds)                                      | Jonny McHale                     | odc.: „True Night”                         |
| 2012      | Ostatni prawdziwy mężczyzna (Last Man Standing)                       | Richard                          | odc.: „Baxter & Sons”                      |
| 2012      | Nie zadzieraj z zołzą spod 23 (Don't Trust the B---- in Apartment 23) | w roli samego siebie             | odc.: „A Reunion...”                       |
| 2015      | Tajemnice Laury (The Mysteries of Laura)                              | w roli samego siebie             | odc.: „The Mystery of the Crooked Clubber” |
| 2017      | Preacher                                                              | w roli samego siebie             | odc.: „Viktor”                             |
| 2017      | Dancing with the Stars                                                | uczestnik                        | sezon 25                                   |

### Gry wideo
- 2000: 102 dalmatyńczyki (Disney's 102 Dalmatians: Puppies to the Rescue) jako Domino (głos)